# Piedmont (Carolina del Sur)
Piedmont es un lugar designado por el censo ubicado en el condado de Anderson y condado de Greenville, en el estado estadounidense de Carolina del Sur. La localidad en el año 2000 tiene una población de 5.181 habitantes en una superficie de 22.7 km², con una densidad poblacional de 210.7 personas por km². 

## Geografía
Piedmont se encuentra ubicado en las coordenadas 34°42′15″N 82°27′41″O / 34.70417, -82.46139. Según la Oficina del Censo, el pueblo tiene un área total de 22,7 km² (8,8 mi²), de la cual 22,2 km² (8,6 mi²) es tierra y 0,4 km² (0,2 mi²) (1.83%) es agua.

### Localidades adyacentes
El siguiente diagrama muestra a las localidades en un radio de 12 kilómetros (7,5 mi) de Piedmont.

## Demografía
En el 2000 la renta per cápita promedia del hogar era de $36.310, y el ingreso promedio para una familia era de $41.654. El ingreso per cápita para la localidad era de $16.982. En 2000 los hombres tenían un ingreso per cápita de $34.890 contra $23.250 para las mujeres. Alrededor del 10.50% de la población estaba bajo el umbral de pobreza nacional. 